# Zdzisław Kuhn
Zdzisław Marian Kuhn (ur. 3 września 1929 w Poznaniu, zm. 9 września 2022) – polski działacz partyjny i państwowy, inżynier mechanik, kapitan Ludowego Wojska Polskiego, podsekretarz i sekretarz stanu w resortach związanych z budownictwem (1980–1987).

## Życiorys
Syn Franciszka i Walerii. Podczas II wojny światowej pracował przymusowo. W 1951 ukończył Wydział Mechaniczny Szkoły Inżynierskiej w Poznaniu. Był żołnierzem Ludowego Wojska Polskiego, w 1956 został przeniesiony do rezerwy w stopniu kapitana. Od 1951 oddelegowany do pracy poza wojskiem, kolejno jako mistrz w Zakładach Metalowych w Skarżysku-Kamiennej i Zakładach im. Hipolita Cegielskiego, kierownik produkcji i główny technolog w Zakładach Metalowych we Wrocławiu (1952–1954) oraz kierownik Centralnego Laboratorium Wojskowych Zakładów Mechanicznych w Siemianowicach Śląskich (1954–1956).
W kolejnych latach był zastępcą głównego mechanika w Kopalni Węgla Kamiennego Michał w Siemianowicach Śląskich (1957–1958), głównym inżynierem (1958–1967) i dyrektorem Zakładów Metalowych „Pilmet” we Wrocławiu (1965–1967), wicedyrektor ds. technicznych (1967–1969) i naczelny dyrektor (1969–1971) Zakładów Mechanicznych „Ursus” oraz dyrektor Zrzeszenia Przemysłu Ciągnikowego „Ursus” (1972–1973). Zakończył pracę w „Ursusie” wskutek skandalu związanego z przeprowadzanym konkursem i aresztowaniem głównego inżyniera Henryka Szczygła. Od 1973 do 1976 był głównym specjalistą i kierownikiem zespołu w Instytucie Organizacji Przemysłu Maszynowego, a w latach 1976–1980 kierował Zjednoczenia Mechanizacji Budownictwa „ZREMB”.
Działacz Polskiej Zjednoczonej Partii Robotniczej, był m.in. członkiem Komitetu Fabrycznego w „Ursusie” i egzekutywy POP PZPR w Instytucie Organizacji Przemysłu Maszynowego. Od grudnia do listopada 1985 zajmował stanowisko podsekretarza stanu w Ministerstwie Budownictwa i Przemysłu Materiałów Budowlanych, następnie był podsekretarzem (listopad 1985 – styczeń 1987) i sekretarzem stanu (styczeń – październik 1987) w Ministerstwie Budownictwa, Gospodarki Przestrzennej i Komunalnej.
20 września 2022 pochowany na Cmentarzu Komunalnym Północnym w Warszawie.